# 882 هـ
882 هـ هي سنة في التقويم الهجري امتدت مقابلةً في التقويم الميلادي بين سنتي 1477 و1478.

## وفيات
- حسن قوصون
- محمد الفاتح